# Simon Yates (Bergsteiger)
Simon Yates (* 1963 in Leicestershire) ist ein britischer Extrembergsteiger.
Im Jahr 1985 gelang ihm eine Erstbegehung des in den peruanischen Anden gelegenen Siula Grande über die Westseite. Sein Gefährte Joe Simpson verunglückte beim Abstieg schwer, bei einem Rettungsversuch und schlechten Wetterbedingungen wurde Simpson unbeabsichtigt von seinem Seilpartner Yates über eine überhängende Eisklippe abgeseilt. Um sein eigenes Leben zu retten, schnitt Yates das Seil durch, da er mit Simpson zusammen abzustürzen drohte. Simpson stürzte dabei in eine Gletscherspalte, wurde von Yates für tot gehalten und zurückgelassen. Joe Simpson überlebte den Absturz allerdings und schaffte aus eigener Kraft den Weg ins Basislager. 
Joe Simpson beschrieb seine Erlebnisse in seinem Buch Sturz ins Leere. Simpson und Yates kommen in der Verfilmung des Buches beide zu Wort. Yates erhielt infolge der Ereignisse den Beinamen „the guy who cut the rope“ (dt. „Der Typ, der das Seil durchschnitt“) und hatte in Teilen der Bergsteigerszene einen schlechten Ruf. Simpson hat Yates jedoch nie vorgeworfen, dass er ihn „abgeschnitten“ hat, da es rein objektiv die richtige Entscheidung war.

## Werke
- Against the Wall, 1997, ISBN 0-09-976641-8
- The Flame of Adventure, 2001, ISBN 0-89886-818-1